# Jamuria
Jamuria (en bengalí: জামুরিয়া ) es una ciudad de la India, en el distrito de Bardhaman, estado de Bengala Occidental.

## Geografía
Se encuentra a una altitud de 137 m s. n. m. a 203 km de la capital estatal, Calcuta, en la zona horaria UTC +5:30.

## Demografía
Según estimación 2010 contaba con una población de 208 960 habitantes.